# Ryszard Filipski

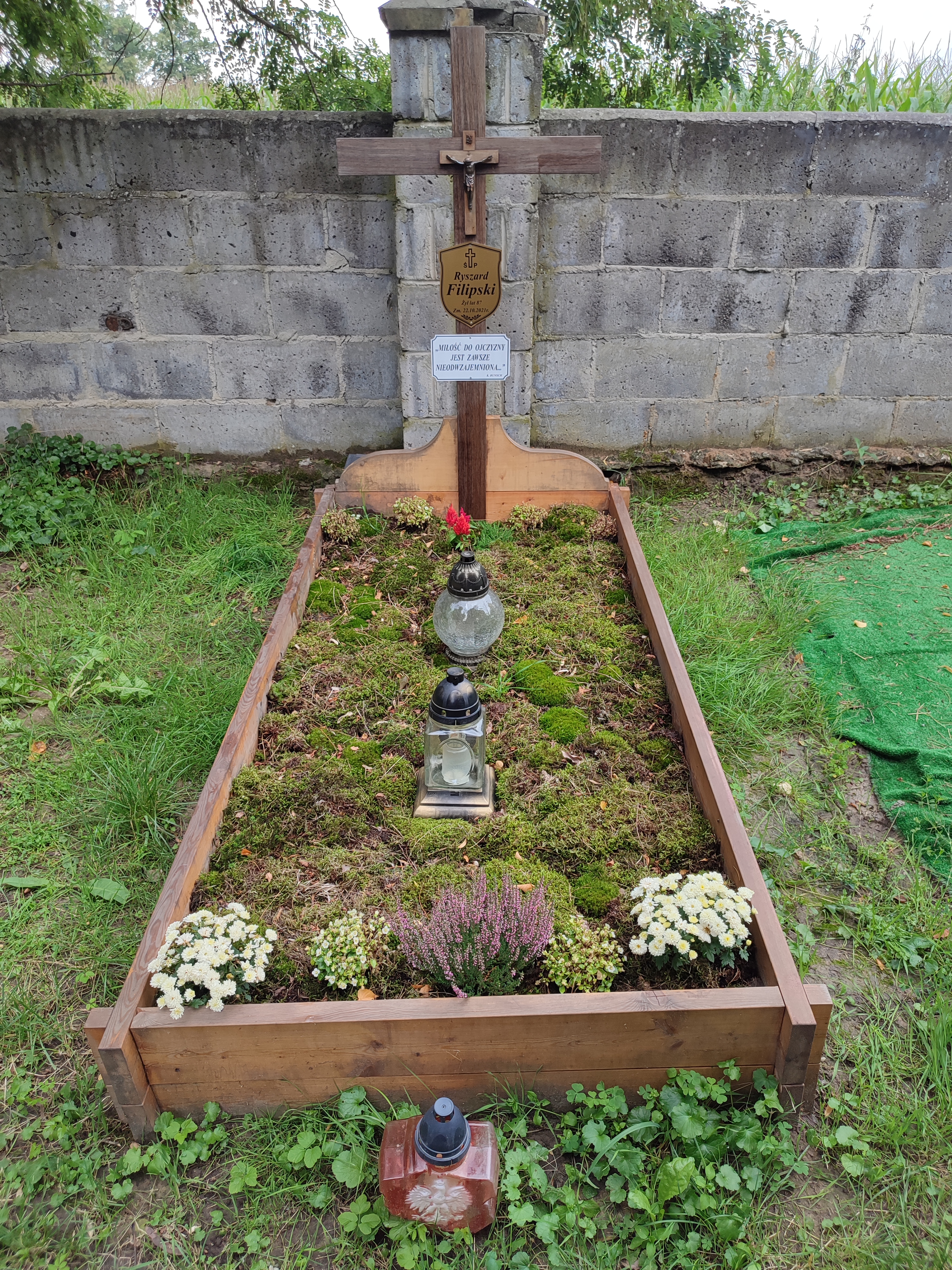
Grób Ryszarda Filipskiego na cmentarzu parafialnym w Żukowie

Ryszard Filipski (ur. 17 lipca 1934 we Lwowie, zm. 22 października 2021) – polski aktor i reżyser filmowy i teatralny.
Był aktorem założonego przez siebie teatru eref-66. Pod koniec lat 70. XX wieku pełnił także funkcje administracyjne: najpierw jako dyrektor Teatru Ludowego w Nowej Hucie (1975–1979), następnie kierownik Zespołów Filmowych „Kraków” (1980–1981) i „Iluzjon” (1982–1987).

## Kariera filmowa
W 1958 zdał aktorski egzamin eksternistyczny. Jako aktor najbardziej kojarzony z filmową rolą majora Henryka Dobrzańskiego, w filmie Bohdana Poręby Hubal (1973). Także – wachmistrza Soroki, przybocznego Kmicica z Potopu (1974) w reżyserii Jerzego Hoffmana.
Z powodu warunków fizycznych, przez pewien okres etatowy „twardziel” polskiego kina sensacyjnego przełomu lat 60. i 70. XX wieku, : zawzięty kapitan MO w Tylko umarły odpowie (1969, reż. Sylwester Chęciński), agent kontrwywiadu z Brylantów pani Zuzy (1971, reż. Paweł Komorowski), czy zdemobilizowany weteran wojny w „polskim westernie” Południk zero (1970, reż. Waldemar Podgórski).
W wywiadzie prasowym mówił o tym w następujący sposób:
Lubiłem rolę Staszka w „Cierpkich głogach” (...). Przypominam o tym dlatego, że dzięki tej roli pozbyłem się pieczątki „aktora od morderstw, bijatyki i gwałtów”.
 ; Debiutował pan w „Końcu nocy” jeszcze w roku 1955, będąc aktorem teatru „7,15” w Łodzi...
Właśnie Edek, którego grałem, jeden z bohaterów tego filmu – silny, bezwzględny – sprawił, że zaszufladkowano mnie do typu „brutalnych mężczyzn”. Następne role proponowano mi mniej więcej tak: „Czy może pan do nas przyjechać na piątek?”; pytałem wówczas po co – odpowiedź brzmiała: „Rola niewielka, ale dla filmu ważna; a dla pana to drobiazg – trzeba udusić jedną panią...”.
Aktor chętnie jednak podejmował próby przezwyciężenia tego filmowego emploi: dobrych recenzji doczekała się jego rola zmęczonego i zdezorientowanego życiem czterdziestolatka w Molo (1968, reż. Wojciech Solarz); rolę adwokata w groteskowym Przekładańcu (1968) Andrzeja Wajdy chwalił nawet Stanisław Lem, autor opowiadania będącego pierwowzorem filmu. W Wycieczce w nieznane (1967, reż. Jerzy Ziarnik) był bon-vivantem, którego zmienia przypadkowa wizyta w Muzeum Zagłady w Oświęcimiu.
W dorobku filmowym miał również role w serialach telewizyjnych: jako król Władysław Łokietek wystąpił w młodzieżowym Znaku orła (1977, reż. Hubert Drapella), jako wojewoda Jakuszyn w Ile jest życia (1974, reż. Zbigniew Kuźmiński).
Zajmował się także reżyserią filmową: debiutem była sensacyjna opowieść z czasów zimnej wojny Orzeł i reszka (1974, zagrał tam też główną rolę), później zrealizował jeszcze m.in. dramat społeczno-polityczny Wysokie loty (1979).
Filmowym dziełem życia Ryszarda Filipskiego pozostaje obraz Zamach stanu (1980), który wyreżyserował i w którym zagrał główną rolę, marszałka Józefa Piłsudskiego. Film został wyróżniony Nagrodą Główną Jury na festiwalu filmowym w Gdyni, ale w kinach nie zdobył dużej publiczności. Zamach stanu przedstawiał osobę Marszałka jako dyktatora, przeciwnego demokracji i nierozumiejącego zmian społecznych zachodzących w kraju, a obóz sanacji jako cyników, popełniających przestępstwa dla osiągnięcia politycznych korzyści. Filipski jako aktor nie poprzestał na niezbędnej charakteryzacji, starając się możliwie wiernie naśladować także sposób mówienia Piłsudskiego, jego gesty.
Zmarł 22 października 2021 roku, lecz zgodnie z jego wolą informacje w mediach pojawiły się dopiero po pogrzebie – 29 października 2021. Został pochowany w otoczeniu najbliższej rodziny 26 października 2021 na cmentarzu parafialnym w Żukowie (powiat grodziski).
O technice pracy nad rolą w filmie mówił:
 ; Pana sposób gry porównano kiedyś do aktorstwa amerykańskiego.
To wielki komplement. Staram się budować rolę w oparciu o jakiś jeden, zaskakujący szczegół – spojrzenie lub gest charakterystyczny dla roli, a więc dla psychiki bohatera, którego gram. W aktorstwie tego typu obowiązuje surowa selekcja niepotrzebnych gestów, zbytecznych słów. I właśnie to stwarza postać o cechach indywidualnych: naturalną, nie naturalistyczną.

## Kariera teatralna
Na dorobek teatralny Ryszarda Filipskiego składają się przede wszystkim role z teatru eref-66. Teatr działał w latach 1966–1981, dając około 6 tysięcy przedstawień, oprócz Filipskiego pod jego szyldem pracowało w sumie siedmiu aktorów. Realizacja monodramów sprowadzona była do minimalistycznej scenografii, przekaz opierał się nawiązaniu przez aktora słownego kontaktu z widzami, zatarciu granicy między zaimprowizowaną sceną a widownią. Najgłośniejszych komentarzy w całym kraju doczekał się monodram Ja i mój brat – oskarżany z jednej strony o antysemityzm, z drugiej chwalony za bezkompromisowe odkrywanie trudnej prawdy o latach okupacji. Nagrodzony m.in. za monodram Raport z Monachium (1968) o procesie hitlerowskich zbrodniarzy wojennych.
W widowisku Teatru Telewizji O coś więcej niż przetrwanie (1978, reż. Grzegorz Królikiewicz), Filipski wcielił w rolę generała AK Stefana Roweckiego „Grota”.
Debiutował w 1957 roku, rolą Valorina w Ich głowach Marcela Aymé w reżyserii Jerzego Antczaka, w łódzkim Teatrze Satyry. Po powrocie do Krakowa dwa lata spędził w Teatrze Rozmaitości, a następnie w latach 1962–1966 był członkiem zespołu Teatru Starego. Współpracował tam m.in. z reżyserami Konradem Swinarskim i Jerzym Jarockim. W kierowanym przez siebie Teatrze Ludowym wyreżyserował m.in. spektakl Nasza patetyczna, będący doraźnym głosem w sprawie polityki socjalistycznego państwa.
Śpiewającego Filipskiego usłyszeć można m.in. w filmie Potem nastąpi cisza (1965, reż. Janusz Morgenstern), lub dokumentalnym „Że dni nasze wiosenne”, gdzie wykonuje piosenkę z tekstem wiersza Jurgowska karczma skamandryty Jerzego Lieberta. W latach pracy w krakowskich teatrach udzielał się również w przedsięwzięciach kabaretowych.
Według jego własnych słów, nie skorzystał z zaproszeń do współpracy kierowanych do niego przez Tadeusza Kantora, Józefa Szajnę i Jerzego Grotowskiego.

## Emigracja wewnętrzna
Porażka Zamachu stanu i problemy aktora ze zrealizowaniem kolejnych projektów spowodowały jego decyzję o „emigracji wewnętrznej” i porzuceniu zawodu. Filipski, przez całe życie chętnie zabierający głos w sprawach publicznych, bardzo aktywny w środowisku politycznym po stronie rządzącej partii, zamilkł zupełnie i wycofał się z bieżącej działalności aktorskiej na początku dekady lat 80. XX wieku.
Prowadził stadninę koni na Zamojszczyźnie, mieszkał w Białowieży. Owocem jego przemyśleń z tego okresu jest powieść Mzehomo (wyd. 1997), opowieść o człowieku i ziemi, jak sam o niej mówi, nazwana w jednej z recenzji utopią ewangeliczną. Dopiero po kilkunastu latach raz dał się namówić na występ w filmie Lazarus (1993, reż. Waldemar Dziki), o chłopcu, który z koszmaru wojny trafia do zastępczej rodziny, która też go nie kocha (grał „dziadka” bohatera). Konsekwentnie jednak odrzucał inne propozycje.
Swoją decyzję o wycofaniu się z zawodu ocenia negatywnie. W jednym z wywiadów powiedział krótko o tej decyzji:
Żałuję! Dzisiaj, po przemyśleniach i analizie – żałuję!
Na dobre powrócił do aktorstwa w 2003 roku, gdy na ekranach telewizorów pojawił się serial TVP Zaginiona, w reżyserii jego dobrego znajomego z łódzkiej szkoły filmowej, Andrzeja Kostenki. Filipski zagrał posępnego policjanta, starego wygę, który w duecie z młodym komisarzem (w tej roli Andrzej Chyra) poszukuje tytułowej zaginionej – maturzystki Uli. Jak sam mówił w wywiadzie prasowym, zdecydował się zagrać, bo serial ten był inteligentnym komentarzem do dzisiejszych czasów, w których ludzie porzucają wartości, by ścigać się za pieniędzmi.
W tym samym roku w Starej baśni Jerzego Hoffmana zagrał Wisza, ojca głównej bohaterki, starszego piastowskiej wsi. Od tego momentu można mówić o powrocie Filipskiego na ekrany kin i telewizorów. Jesienią 2004 roku telewizja TVN rozpoczęła nadawanie serialu policyjnego Kryminalni, w którym Ryszard Filipski gra rolę doświadczonego inspektora Grodzkiego. Wiosną 2005 roku na ekrany kin wszedł film PitBull (reż. Patryk Vega), życzliwie przyjęta przez krytykę opowieść o pracy policjantów z wydziału zabójstw. Tu Filipski zagrał Wora, „sędziego” ormiańskiej mafii w Polsce. W 2004 roku zrealizował serial dokumentalny, którego głównym bohaterem jest dominikanin o. Mieczysław Albert Krąpiec, filozof (film emitowany był w katolickiej telewizji Trwam).

## Działalność polityczna
Ryszard Filipski był członkiem PZPR od początku lat 60. XX w. Nie sprawował żadnych funkcji w ramach organizacji partyjnej. W latach 70. zaangażował się w działalność nieformalnej, związanej personalnie i towarzysko z partią grupy nacisku, która piętnowała kwestionowanie kierowniczej roli PZPR w życiu politycznym, sprzeciwiała się próbom liberalizacji życia społecznego w Polsce.
Jedną z inicjatyw politycznych, które firmował swoim nazwiskiem, był tzw. List 2000 (od liczby podpisów), rodzaj publicznej odezwy skierowanej do KC PZPR w 1976 r. Filipski i dziennikarz Ryszard Gontarz, którzy list zredagowali domagali się w Liście 2000 moralnej odnowy w szeregach PZPR, w których kryje się wielu wrogów ustroju. Jako przykład List 2000 wskazywał m.in. Jacka Kuronia, którego wspólnie z Adamem Michnikiem określono jako podejrzane indywidua.
List demaskował KOR jako organizację antysocjalistyczną i wyrażał w związku z powstaniem Komitetu troskę o stan państwa robotniczego, które pozwala na takie wotum nieufności wobec siebie. Autorzy listu uważali, że PZPR powinna zająć zdecydowane i radykalne stanowisko wobec rodzących się ruchów niepodległościowych, że socjalizm jest tożsamy z polską tradycją narodową i rządy robotniczej partii kwestionować mogą tylko ludzie nie czujący więzi z polskim narodem. List 2000 głosił m.in.:
Od czasu proklamowania przez ośrodki imperialistyczne tzw. doktryny rozmiękczania socjalizmu, kultura stała się szczególnie ważną płaszczyzną konfrontacji ideologicznej. Stąd nasilenie otwarcie wrogiej działalności grup dysydenckich w rodzaju KSS KOR czy ROPCiO, stąd też intensyfikacja, szczególnie w ostatnich latach, działań ukrytych, wykorzystujących legalne możliwości rozsadzania socjalizmu od wewnątrz, m.in. poprzez ograniczanie, hamowanie, dezawuowanie socjalistycznego nurtu w kulturze narodowej.
Historycy i publicyści interpretują List 2000 jako element wewnątrzpartyjnych rozgrywek w PZPR, zainspirowany przez frakcję byłych współpracowników Mieczysława Moczara i dążących do osłabienia pozycji Edwarda Gierka stronników Stanisława Kani.
Linię ideowo-polityczną tego środowiska, określaną najczęściej jako narodowy komunizm, aktor przedstawiał m.in. w wywiadach prasowych w tygodniku ZSMP Płomienie, czy tygodniku Rzeczywistość. Pomimo bliskich wówczas związków z Porębą, w 1980 Filipski nie został jednym z założycieli Grunwaldu, kierowanego przez tego reżysera, a później również nie wstąpił do tej organizacji.
Przed wyborami parlamentarnymi w 1993 podjął współpracę z partią Przymierze Samoobrona, wspólnie z Porębą i Bożeną Krzywobłocką, dawną czołową dziennikarką Rzeczywistości. W następnych latach wycofał się z bieżącej polityki. Po śmierci Czesława Miłosza, w sierpniu 2004, Filipski podpisał list protestacyjny przeciw pochowaniu poety w krypcie na Skałce.
Na zarzuty o antysemityzm odpowiadał:
Z zasady nie jestem przeciwny jakiemukolwiek człowiekowi z powodu jego przynależności narodowej, bo uważam taki pogląd za głupi, nie pozwala mi na to także moja religia, albowiem katolicyzm w swej istocie zobowiązuje do otwarcia się na zewnątrz, na każdego człowieka. To jednak nie zwalnia mnie od dawania świadectwa prawdzie: jeśli ktoś będzie twierdził, że stalinowską bezpieką rządzili aborygeni, to temu zaprzeczę.

## Proces o karykaturę
Na początku 1976 w kierowanym przez Jerzego Putramenta tygodniku Literatura ukazał się rysunek satyryczny Andrzeja Czeczota, gdzie przy stole siedzi mężczyzna ubrany w stylu filmowych gangsterów z lat 30. – prążkowany garnitur, kapelusz z szerokim rondem zasłaniający twarz. W klapę garnituru wpięty ma Szczerbiec Chrobrego – symbol przedwojennego ONR. W jednej ręce mężczyzna trzyma pistolet Parabellum, na drugiej dłoni ma kastet; na stole przed nim leżą: pejcz, jeszcze jeden kastet, pałka i puszka z zamazanym napisem „Cyklon B”, stoi też butelka alkoholu. Na ścianie za mężczyzną wisi afisz o treści: Teatr Ludowy w Nowej Hucie – „Ryszard IV”.
Ten rysunek był oczywistą aluzją do działań Filipskiego na niwie politycznej i forsowania tematów politycznych w swoich artystycznych przedsięwzięciach. Cechujące ówczesne poczynania Filipskiego – zdaniem Czeczota – narodowy komunizm i zawoalowany antysemityzm starał się on napiętnować. Pierwsza wersja rysunku, zatrzymana przez cenzurę była nawet bardziej dosadna. Na nim mężczyzna o rysach Filipskiego, w bryczesach i oficerkach, zaganiał tłum ludzi do przypominającego krematorium budynku oznaczonego szyldem „Teatr Ludowy w Nowej Hucie”.
W obronie naruszonego dobrego imienia Filipskiego teksty publikowały m.in. partyjny dziennik Trybuna Ludu, Życie Warszawy i Słowo Powszechne. Trybuna Ludu pisała:
To literatura kastetu, stanowiąca wyłom w obyczajach naszej prasy.
Wielu aktorów podpisało list otwarty, w którym stwierdzano, że publikacja takiej karykatury była haniebnym aktem politycznym, precedensem, którego tolerować nie wolno i należy wyciągnąć konsekwencje wobec winnych.
Filipski pozwał Czeczota i osobno redakcję Literatury do sądu. Rysownik zresztą już po tygodniu stracił pracę i do czasu emigracji z Polski w 1982 nie mógł znaleźć stałego zatrudnienia. Obrony Czeczota podjął się Jan Olszewski. Filipskiego wspierał na sali sądowej Bohdan Poręba, za sprawą którego na świadków powołano Kazimierza Kutza i Jonasza Koftę. Kutz miał potwierdzić zeznanie Poręby, że w czasie spotkania towarzyskiego w jego mieszkaniu, Czeczot przyznał Porębie, że to syjoniści namówili go do wykonania inkryminowanego rysunku. Kofta miał opowiedzieć o podobnym stwierdzeniu Czeczota, które miał usłyszeć w czasie obiadu spożywanego w krakowskiej restauracji SPATiF w towarzystwie rysownika i jednego z aktorów Teatru Ludowego. I Kutz, i Kofta zgodnie zeznawali, że słowa Czeczota o syjonistycznej inspiracji, były żartem rysownika, który zakładał, że podpuszczeni przez niego Poręba i aktor teatru Ludowego powtórzą je Filipskiemu.
Jesienią 1976 sąd skazał rysownika na sześć miesięcy więzienia w zawieszeniu, zasądził pokrycie przez niego kosztów procesu, wpłatę nawiązki na cele społeczne i nakazał Czeczotowi wystosowanie przeprosin.

## Opinie o aktorze
- Andrzej Wajda ocenił film Przekładaniec:

Dobrym dopełnieniem obsady okazał się Ryszard Filipski. Zagrał adwokata, przez którego ręce przechodzi cała ta skomplikowana sprawa, w sposób niezwykle skuteczny i zabawny.
Stanisław Lem, w liście do A. Wajdy napisał:
Przedwczoraj oglądałem w telewizji film „Przekładaniec”. Zarówno robota Pana, jak dzieło aktorów oraz wystrój scenograficzny wydały mi się bardzo dobre. Zwłaszcza już dobry był w swojej roli adwokat (...).
- W 1981 Ryszard Filipski mógł wystąpić w głównej roli – sekretarza wojewódzkiego PZPR – w filmie Krzysztofa Kieślowskiego Krótki dzień pracy, opisującego wydarzenia w Radomiu w 1976. Zwolenniczką aktora w obsadzie była Hanna Krall, autorka scenariusza i reportażu, na podstawie którego powstawał film:

Proponowałam, żeby sekretarza zagrał Ryszard Filipski. To był okropny człowiek, ale wspaniały aktor. Kieślowski nie lubił Filipskiego, nie znosił jego poglądów, poza tym bał się, że Filipski siłą swojego talentu zjedna sympatię widza i stanie się w filmie kimś w rodzaju samotnego szeryfa, oblężonego przez wrogi tłum. Wziął innego aktora.
- Janusz Majewski, reżyser, w książce Ostatni klaps:

Był on, w moim przekonaniu, jednym z najlepszych, najbardziej filmowych aktorów, jacy pojawili się w Polsce. Był kimś takim jak kiedyś Jean Gabin czy Spencer Tracy lub teraz Gérard Depardieu. Sama prawda, silna osobowość, budzący zaufanie zabijaka. Emanowała z niego siła i wiarygodność, niezależnie od tego, czy grał postać pozytywną, czy negatywną.
- Andrzej Haliński, scenograf, w książce 10 000 dni filmowej podróży:

Bardzo dobry aktor, który niepotrzebnie zaplątał się w rozgrywki partyjne, starając się jednocześnie zachować w miarę czyste ręce.
- Kazimierz Kutz, reżyser, w książce Klapsy i ścinki:

Swego czasu znany i utalentowany aktor. (...) Miał swój dobry okres w filmie. Ale często role, które grywał, przenosiły się na jego życie prywatne. A ponieważ grywał postacie historyczne – Hubala czy Piłsudskiego – tworzyły się dziwne sytuacje. Kiedy prowadził teatr w Nowej Hucie (...) zarządził zbiórkę w lesie. Nakazał wszystkim aktorom ubrać teatralne partyzancko–wojskowe mundury, wsiąść na konie i jechać tyle a tyle na wyznaczony azymut. (...) Kiedy oddział osiągnął cel, na polanie – opodal ogniska – [aktorzy] zobaczyli [Filipskiego przebranego za] Piłsudskiego. Stał jak żywy, wsparty o szablę.
- Bogusław Linda:

Wtedy zorientowałem się, że to, co mnie tak drażni w polskich filmach, to fakt, że nikt tam nie gra normalnie, tylko grają, jakby grali nadal dla siódmego rzędu! Czyli to jest granie teatralne. Jedynym, który tego nie robił, był Ryszard Filipski. Wspaniały, niewykorzystany aktor.

## Inne informacje
- W filmie Koniec nocy (1956) na pytanie milicjanta o datę urodzenia, chuligan Edek Słowik (w tej roli Filipski) odpowiada: Siedemnaście, siedem, trzydzieści dwa (czyli 17 lipca 1932). Aktor podzielił się więc ze swoim bohaterem dniem urodzin, dodając sobie dwa lata do wieku.
- W filmie Miś prezes Ochódzki (Stanisław Tym), roztaczając przed swoją przyjaciółką, początkującą aktorką, wizję zbliżającej się i jego kariery w tym zawodzie mówi: Fronczewskiego chcą ze mnie zrobić! W pierwszej wersji Ochódzki mówił Filipskiego chcą ze mnie zrobić!, ale ten żart zatrzymała cenzura, od czasu sprawy rysunku Czeczota szczególnie wrażliwa na kontekst w jakim mówi się o tym przychylnym władzom aktorze. Czujności zabrakło cenzorom dwa lata wcześniej, gdy w komedii tej samej spółki autorskiej Bareja–Tym pt. Co mi zrobisz, jak mnie złapiesz? przepuszczono żart: Mogę ci tylko podać jego inicjały: R.F. Ów „R.F.” był to jeden z bohaterów filmu – Roman Ferde, ale genezą żartu była nazwa jednoosobowego teatru Filipskiego „eref-66”[23].

## Filmografia

### Filmy fabularne
| Rok  | Tytuł                                | Rola                                                                       | Reżyseria                                             |
| ---- | ------------------------------------ | -------------------------------------------------------------------------- | ----------------------------------------------------- |
| 1955 | Trzy starty                          | Mietek, kolega Walczaka                                                    | Czesław Petelski                                      |
| 1955 | Godziny nadziei                      | Amerykanin w łodzi śpiewający piosenkę.                                    | Jan Rybkowski                                         |
| 1956 | Zemsta                               | sługa Rejenta                                                              | Antoni Bohdziewicz, Bohdan Korzeniewski               |
| 1956 | Nikodem Dyzma                        | złodziej                                                                   | Jan Rybkowski                                         |
| 1956 | Kanał                                | mężczyzna w studzience                                                     | Andrzej Wajda                                         |
| 1956 | Koniec nocy                          | Edek Słowik                                                                | Julian Dziedzina, Paweł Komorowski, Walentyna Uszycka |
| 1957 | Król Maciuś I                        |                                                                            | Wanda Jakubowska                                      |
| 1957 | Ewa chce spać                        | robotnik drogowy                                                           | Tadeusz Chmielewski                                   |
| 1958 | Wolne miasto                         | NSDAP-owiec biorący udział w bójce w piwiarni Schmoldego                   | Stanisław Różewicz                                    |
| 1958 | Orzeł                                | estoński żołnierz                                                          | Leonard Buczkowski                                    |
| 1958 | Dwoje z wielkiej rzeki               | angielski marynarz w stoczni                                               | Konrad Nałęcki                                        |
| 1959 | Gdy spadają anioły                   | zniewieściały klient szaletu                                               | Roman Polański                                        |
| 1961 | Ogniomistrz Kaleń                    | żołnierz w Baligrodzie wskazujący Wierzbickiemu drogę do kasyna            | Ewa Petelska, Czesław Petelski                        |
| 1961 | Drugi człowiek                       | chuligan w tramwaju                                                        | Konrad Nałęcki                                        |
| 1965 | Potem nastąpi cisza                  | Kotwa                                                                      | Janusz Morgenstern                                    |
| 1965 | Popioły                              |                                                                            | Andrzej Wajda                                         |
| 1966 | Cierpkie głogi                       | Stanisław Gilarz                                                           | Janusz Weychert                                       |
| 1966 | Chudy i inni                         | "Ślązak"                                                                   | Henryk Kluba                                          |
| 1967 | Słońce wschodzi raz na dzień         | Górniok                                                                    | Henryk Kluba                                          |
| 1967 | Wycieczka w nieznane                 | pisarz Andrzej Miller                                                      | Jerzy Ziarnik                                         |
| 1967 | Jowita                               | sierżant Kosmala                                                           | Janusz Morgenstern                                    |
| 1967 | Fatalista                            | szeregowy Pantelejew                                                       | Stanisław Lenartowicz                                 |
| 1968 | Przekładaniec                        | adwokat                                                                    | Andrzej Wajda                                         |
| 1968 | Molo                                 | Andrzej Rudnicki                                                           | Wojciech Solarz                                       |
| 1969 | Zbrodniarz, który ukradł zbrodnię    | Robert Kwasowski                                                           | Janusz Majewski                                       |
| 1969 | Tylko umarły odpowie                 | kapitan Paweł Wójcik                                                       | Sylwester Chęciński                                   |
| 1970 | Południk zero                        | porucznik Bartkowiak                                                       | Waldemar Podgórski                                    |
| 1971 | Brylanty pani Zuzy                   | agent kontrwywiadu                                                         | Paweł Komorowski                                      |
| 1973 | Hubal                                | major Henryk "Hubal" Dobrzański                                            | Bohdan Poręba                                         |
| 1974 | Potop                                | Soroka                                                                     | Jerzy Hoffman                                         |
| 1975 | Orzeł i reszka                       | 2 role: Marcin Nowak, współwięzień Nowaka wszczynający bójkę w celi (głos) | Ryszard Filipski                                      |
| 1978 | Wysokie loty                         | gość na przyjęciu u Matusiaka                                              | Ryszard Filipski                                      |
| 1980 | Zamach stanu                         | Józef Piłsudski                                                            | Ryszard Filipski                                      |
| 1993 | Lazarus                              | dziadek                                                                    | Waldemar Dziki                                        |
| 2003 | Stara baśń. Kiedy słońce było bogiem | Wisz, ojciec Dziwy                                                         | Jerzy Hoffman                                         |
| 2005 | Pitbull                              | Wor                                                                        | Patryk Vega                                           |
| 2008 | Rysa                                 | Mirski                                                                     | Michał Rosa                                           |

### Seriale
| Rok       | Tytuł                    | Rola                                          | Reżyseria          |
| --------- | ------------------------ | --------------------------------------------- | ------------------ |
| 1968      | Stawka większa niż życie | SS-Sturmbannführer Fritz Schabe (odcinek: 12) | Andrzej Konic      |
| 1974      | Ile jest życia           | wojewoda Jakuszyn (odcinki: 1, 3, 5-6, 8-10)  | Zbigniew Kuźmiński |
| 1977      | Znak orła                | Władysław Łokietek (odcinki: 4-8, 14)         | Hubert Drapella    |
| 1985      | Zamach stanu (serial)    | Józef Piłsudski (odcinki: 1-3, 5)             | Ryszard Filipski   |
| 2003      | Zaginiona                | komisarz Joachim Kondeja (odcinki: 2, 6-7)    | Andrzej Kostenko   |
| 2004–2008 | Kryminalni               | inspektor Ryszard Grodzki                     | Piotr Wereśniak    |
| 2005      | Pitbull                  | Wor (odcinki: 1-5)                            | Patryk Vega        |

## Odznaczenia
- Krzyż Kawalerski Orderu Odrodzenia Polski (1978)
- Złoty Krzyż Zasługi (1974)[24]
- Brązowe odznaczenie im. Janka Krasickiego (1970)
- Złote odznaczenie im. Janka Krasickiego (1976)
- Odznaka Zasłużony Działacz Kultury (1974)
- Złota Odznaka „Za zasługi dla Krakowa” (1975)